# دانش بشر
دانش بشر: حوزهٔ عمل و محدودیت‌های آن (به انگلیسی: Human Knowledge: Its Scope and Limits) نام کتابی است از برتراند راسل که نخستین بار در سال ۱۹۴۸ در لندن و توسط انتشارات «George Allen & Unwin» به چاپ رسید.

## مضمون
این اثر طرز تفسیر و توجیه فلسفهٔ علمی و نظریات برتراند راسل را نشان می‌دهد. این کتاب به بخش‌های ششگانهٔ دنیای علوم و زبان و علوم و دریافت‌ها و دریافت‌های علمی و احتمالات و شرایط اصلی استنتاجات علمی تقسیم شده و فصول ششگانهٔ بخش اول عبارتند از دانش فردی و اجتماعی و دنیای هیئت و نجوم و دنیای علوم فیزیک و تحول از نظر علم زیست‌شناسی و تحلیل ساختمانی احساس و خواست و «لم عقل و هر فصل مستقل و در معنی جامع بوده و در آن موضوعی تحلیل و تفسیر گردیده‌است.

## ترجمه به فارسی
این کتاب در ایران در سال ۱۳۲۸ توسط هوشنگ ایرانی و به صورت فصل‌به‌فصل در چند شماره از ماهنامهٔ دانش به چاپ رسید.
- دانش بشر - فصل اول، برتراند راسل، هوشنگ ایرانی، ماهنامهٔ دانش، شماره ۲، اردی‌بهشت ۱۳۲۸[۱]
- دانش بشر - فصل دوم، برتراند راسل، هوشنگ ایرانی، ماهنامهٔ دانش، شماره ۵، مرداد ۱۳۲۸[۲]

## پی‌نوشت
1. 1 2  راسل، برتراند. «دانش بشر». ترجمهٔ هوشنگ ایرانی. ماهنامهٔ دانش، اردی‌بهشت ۱۳۲۸، شماره ۲[پیوند مرده]
2. ↑  راسل، برتراند. «دانش بشر». ترجمهٔ هوشنگ ایرانی. ماهنامهٔ دانش، مرداد ۱۳۲۸، شماره ۵[پیوند مرده]